# ديف ريفيس (لاعب كرة قدم)
ديف ريفيس (بالإنجليزية: Dave Reeves)‏ (19 نوفمبر 1967 في المملكة المتحدة - ) هو لاعب كرة قدم بريطاني في مركز الهجوم. لعب مع أولدهام أثلتيك وبولتون واندررز وسكونثورب يونايتد وشيفيلد وينزداي ونادي بيرنلي ونادي تشيسترفيلد ونادي سكاربورو.

## وصلات خارجية
- ديف ريفيس على موقع قاعدة بيانات كرة القدم.إي يو (الإنجليزية)
- ديف ريفيس على موقع Soccerbase.com (لاعب) (الإنجليزية)